# Volder

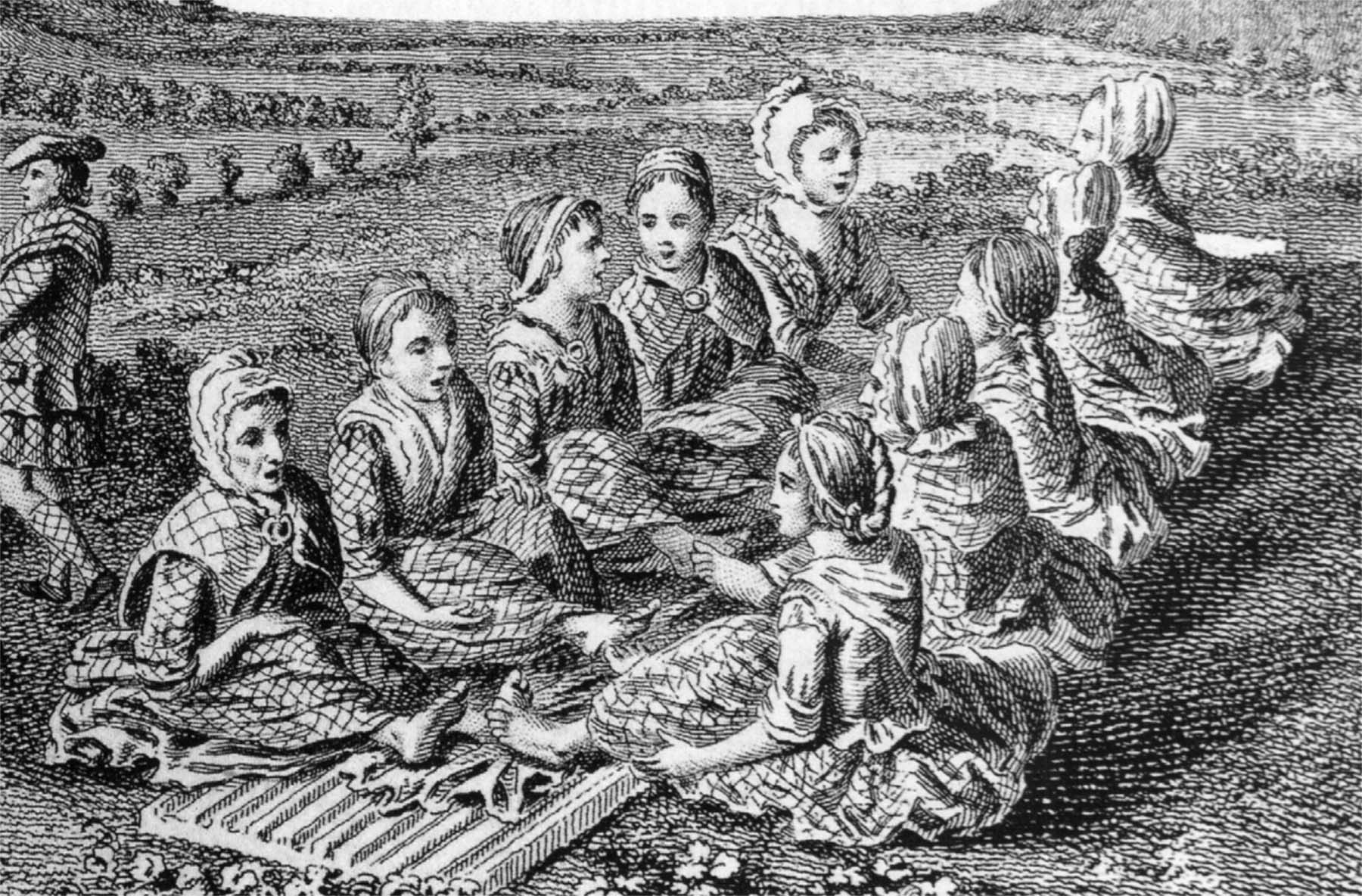
Schotse vrouwen aan het vollen, ca. 1770

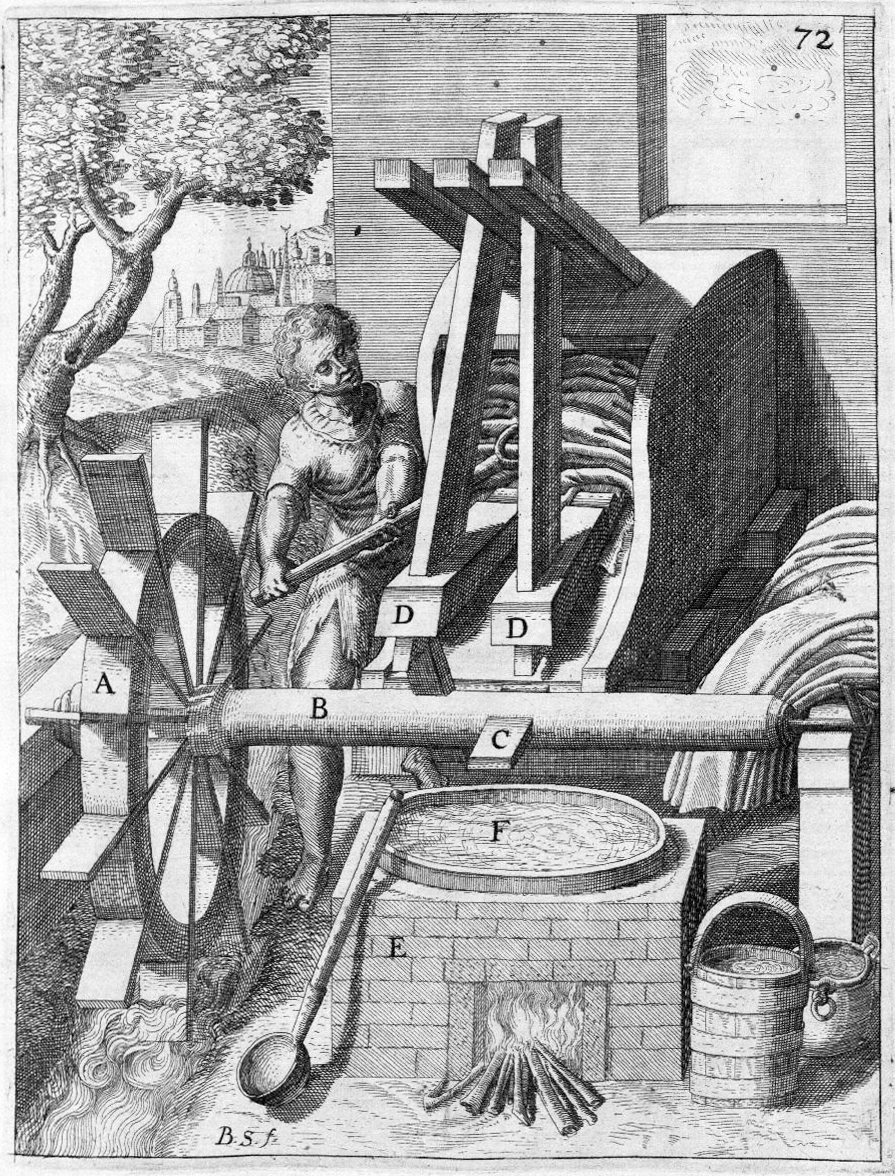
Volmolen

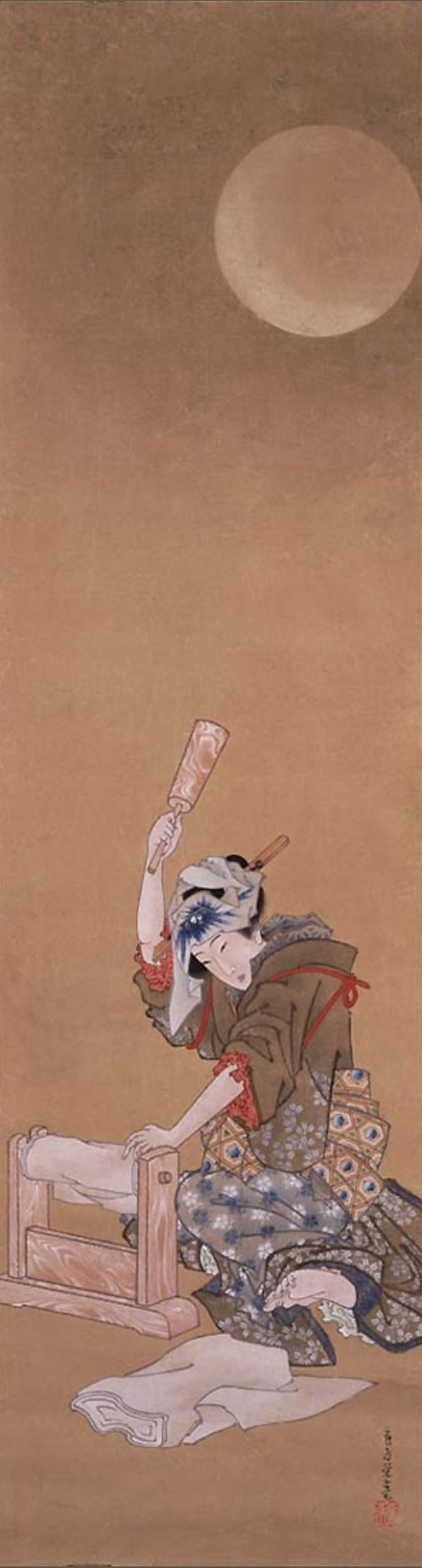
Prent van Katsushika Oi met de titel Schoonheid volt een doek in het maanlicht

Een volder of voller was een ambacht in de lakennijverheid. Het vollen of vilten van de geweven of gebreide wollen stof of ruwe wol en soms ook dat van leer was een onderdeel van de stofvervaardiging. Bij het vollen wordt er door beweging voor gezorgd dat de wolvezels in elkaar gaan haken en zo een kompakte stoflaag vormen, waarbij de stof tussen 10 en 20% verdicht (krimpt). Door de opkomst van machines op water-, wind- en later stoomkracht die de bewerking konden uitvoeren, is het beroep nagenoeg uitgestorven. In sommige culturen en ook als hobby wordt de techniek nog steeds toegepast. Vollen werd voorheen ook wel walken genoemd.

## Werkwijze
De taak van de volder is het vollen, ofwel laten vervilten van een wollen weefsel of geschoren wol, waarbij de wolvezels door hun schubbige structuur in elkaar haken en de stof verdicht. Daardoor ontstaat een stevige, waterafstotende stof die minder vatbaar is voor krimp. Volgens de traditionele methode, bestaande uit drie 'gangen' of cycli, wordt het weefsel ondergedompeld in een grote bak met heet water, eventueel aangevuld met urine en/of een speciaal soort klei, vollersaarde genoemd (bestaande uit bentoniet, voor het opnemen van vuil uit de vezels ) en/of zeep. Met deze chemicaliën werd de lanoline uit de wol opgelost waarna de vezels konden vilten. Door het weefsel met de voeten aan te stampen, met de armen heen en weer te rollen of met stokken te beslaan, komen de vezels in beweging, grijpen in elkaar en vormen een vaste structuur, het vervilten en krimpen. De wol en tevens leer werd ook wel vervilt door er met grote houten hamers op te slaan. Na het vollen zijn de afzonderlijke draden van geweven wol niet meer zichtbaar.  
Het vollen was zwaar en vuil werk en de verdiensten waren laag.  

## Geschiedenis
Het vollen als handeling wordt niet direct genoemd in de Hebreeuwse Bijbel, maar in oudere Bijbelvertalingen wordt gerefereerd aan een bepaalde locatie: "het veld des vollers" in 2 Koningen 18:17, Jesaja 7:3, en Jesaja 36:2 (in de Nieuwe Bijbelvertaling (2021) aangeduid als "bleekveld"). In Maleachi 3:2 wordt de verschijning van God onder meer vergeleken met "zeep der vollers" (NBV 2021: "het loog van een wolwasser"). In Marcus 9:3 worden de kleren van Jezus als zo wit beschreven, "hoedanige geen voller op aarde zo wit maken kan" (NBV 2021: "zo wit als geen enkele wolwasser op aarde voor elkaar zou kunnen krijgen").
De benodigde urine voor het vollen werd in het oude Pompeï al gewonnen via kruiken die in de stad waren opgehangen. In die stad zijn ook meerdere vollerijen aangetroffen.
In de 15e eeuw was het vollen onder andere in Leiden een grote industrie. In een hete ruimte werd het werk gedaan. De volders stonden naakt in de volderskommen.  
Er waren in Nederland meerdere malen stakingen van de vollers. In Leiden in 1372, 1391, 1435, 1443, 1478. In Amsterdam in 1459 en 1473 en in Haarlem in 1472, in Den Haag 1452, 1460 en 1477. Bij zo een staking, uitgang genoemd, verlieten de volders de stad, omdat er op werkweigering hoge straffen stonden. De staking vanuit Leiden in 1478 is het best gedocumenteerd. 700 volders stopten hun werk en gingen naar Gouda, waar ze twee maanden bleven, tot er overeenstemming werd bereikt. De baljuw van Rijnland beloofde de volders niet te vervolgen voor hun werkweigering. Dit was meestal een van de eerste eisen, vanwege de genoemde zware straf op werkweigering. Na de 17e eeuw kwamen stakingen minder voor, omdat het zware handwerk was verdwenen door de mechanisatie.
Ook in het Vlaamse Gent, waar de lakenindustrie groot was, kwamen opstanden van vollers voor. Zo werd in 1349, op Goede Disendach, in Gent een bloedige strijd uitgevochten tussen de twee machtigste gilden van de stad: de wevers, die tot dat moment feitelijk de dienst uitmaakten, en de volders. In 1345 was het in Gent Kwade Maendag. Tijdens een opstand sneuvelden 500 volders, ook tijdens een conflict met de wevers.

### Mechanisatie
In Engeland is aan het eind van de 12e eeuw al sprake van vollen in een molen. In de Nederlanden werd het vollen in de 17e eeuw gemechaniseerd door volmolens toe te passen. Deze konden worden aangedreven door paarden (rosmolens). Ook bestonden er door waterkracht aangedreven volmolens. Vele watermolens dienden dit doel of werden er voor omgebouwd. Een dergelijke molen werd in de volksmond wel een stinkmolen genoemd. 
In zo een volmolen werd de stof met hamers bewerkt.

## Etymologie
Het woord vollen is mogelijk afkomstig uit Middeleeuws Latijn, fullare.
De naam van het beroep leeft nog voort in familienamen in meerdere talen, bijvoorbeeld: Volder, Devolder, Volders, Foulon en Fuller, Vollmuller en Vollmüller. Straatnamen zijn er ook, onder meer de Voldersstraat te Gent, de Volderstraat, ook wel Vulderstraat of de Franse variant Rue des Foulons bestaat in Aalst (België) de Voldersdreef te Maastricht en Apeldoorn, Voldersgracht te Delft, de Gedempte Voldersgracht te Haarlem, de Vollersbrug te  Utrecht en de Volder te Hoorn. 
't Voldersveld, een hoeve uit de 17e eeuw in de Kruisstraat 14 in Kerkhove-Avelgem zou hier ook naar verwijzen.

## Wetenswaardigheden
- Ook in de hoedenmakerij wordt het materiaal van de hoed gevold.[2]
- Het Nederlandse woord vollen is in het Engels terecht gekomen als fulling.
- De patroonheilige van de volders is Jacobus de Rechtvaardige. Een van de verhalen over hem vertelt dat hij gedood werd door een klap met een voldershamer.
- Het spreekwoord Geld stinkt niet heeft een relatie met volders. In het oude Rome bestond een belasting voor eigenaars van openbare latrines die de urine opvingen en aan volders verkochten. De Romeinse keizer Vespasianus kreeg kritiek op die belasting maar beantwoordde die kritiek met de opmerking: Pecunia non olet.
- Jan Heem, volder van beroep, bracht het na de Brugse Metten tot burgemeester.